# Nyad
Nyad er en biografisk sportsfilm fra 2023, instrueret af Elizabeth Chai Vasarhelyi og Jimmy Chin. Filmen omhandler den virkelige historie om den tidligere maratonsvømmer Diana Nyads adskillige forsøg på at svømme fra Cuba til Florida in starten af 2010'erne. Hovedrollen som Nyad spilles af Annette Bening, foruden Jodie Foster og Rhys Ifans som de centrale biroller. For deres præstationer modtog Bening og Foster flere nomineringer som hhv. bedste kvindelige hovedrolle og bedste kvindelige birolle ved Oscaruddelingen 2024, Golden Globe og Screen Actors Guild Awards i 2024.
Filmen havde premiere 1. september 2023 til Telluride Film Festival i Colorado og blev 20. oktober sendt i biograferne.

## Medvirkende
- Annette Bening som Diana Nyad[4]
  - Anna Harriette Pittman som Diana, 14 år
- Jodie Foster som Bonnie Stoll[5]
- Rhys Ifans as John Bartlett[6]
- Karly Rothenberg som Dee Brady
- Jeena Yi som Angel Yanagihara
- Luke Cosgrove som Luke Tipple
- Eric T. Miller som Jack Nelson
- Garland Scott som Jon Rose
- Johnny Carson som sig selv